# 浩罕彩花
浩罕彩花（学名：Acantholimon kokandense）为白花丹科彩花属下的一个种。該植物花期6－8月，果期7－9月。主要分佈於中華人民共和國新疆南疆西部和中亞國家生于海拔2000-2700米的山坡上。

## 扩展阅读
- 維基物種上的相關：浩罕彩花